# Lleterola de peu pelut
La lleterola de peu pelut (Lactarius atlanticus) és una espècie de fong de l'ordre dels russulals (Russulales). És una lleterola del grup de les lleteroles de llet serosa que pertany a la secció Olentes del gènere Lactarius. Les lleteroles d'aquesta secció es caracteritzen pel làtex aquós i la forta olor de la carn a xicoira torrada, de xinxa o de fulles d'heura.

## Etimologia
Del llatí lactarius (que té llet) i del grec Atlantikós (de l'Atles).

## Taxonomia
Espècie descrita pel micòleg francès Marcel Bon l'any 1975.

## Iconografia
Bolets de Catalunya (1995): Vol. XIV, Làm. 678.

## Descripció
Capell de (3)-5-7-(9) cm de diàmetre, convex al principi, després estès i finalment deprimit;  marge involut, aprimat i ondulat; superfície llisa, seca i mat, pruïnosa i suaument rugosa, de coloració molt uniforme d'un bru ferruginós t en temps humit i bru ataronjat en temps sec.
Làmines desiguals, primes, bifurcades, adnates o subdecurrents; inicialment ocres, s'enfosqueixen i enrogeixen amb el temps i el frec.
Cama de 6-7(9) x 0.4- 0.8 (1) cm; subclavat; llis, pruïnós, de peu eriçat de pèls de rossos a rovellats; a vegades els peus de dos o més exemplars resten units.
Carn escassa, trencadissa, de color crema o brunenc, més fosca al peu, amb olor intensa i característica de xinxa de camp, de xicoira en assecar; llàtex aquós, primer de gust suau i després amarg.
Espores d'esfèriques a llargament el·líptiques; de 7-9 x 6.5-8.5 μm, amb reticle a vegades incomplert i amb algunes berrugues aïllades.

## Hàbitat
Espècie de sòls neutròfils i calcaris; prefereix els boscos temperats de clima mediterrani; creix vora alzina, carrasca, surera i roures, barrejats amb Pinus pinaster (pi marítim) i Pinus halepensis (pi blanc), també vora faig,  Apareix al final de l'estiu, durant tota la tardor i principis de l'hivern, sovint vora un tronc o arrels.

## Distribució geogràfica
Es troba freqüentment en boscos termòfils de Mallorca i Menorca, de Catalunyai País Valencià. Desconegut de la zona septentrional d'Europa

## Espècies semblants
La lleterola de càmfora (Lactarius camphoratus) és una lleterola de muntanya, de mida més petita, de coloració més fosca i làtex blanquinós, abundant. Fa olor de xicoira torrada o càmfora, olor que es manté fins i tot en exemplars secs; creix tant en boscos de planifolis com de coníferes.

## Usos

### Gastronomia
Sense cap interès culinari, encara que no és tòxica.